# Ken Follett

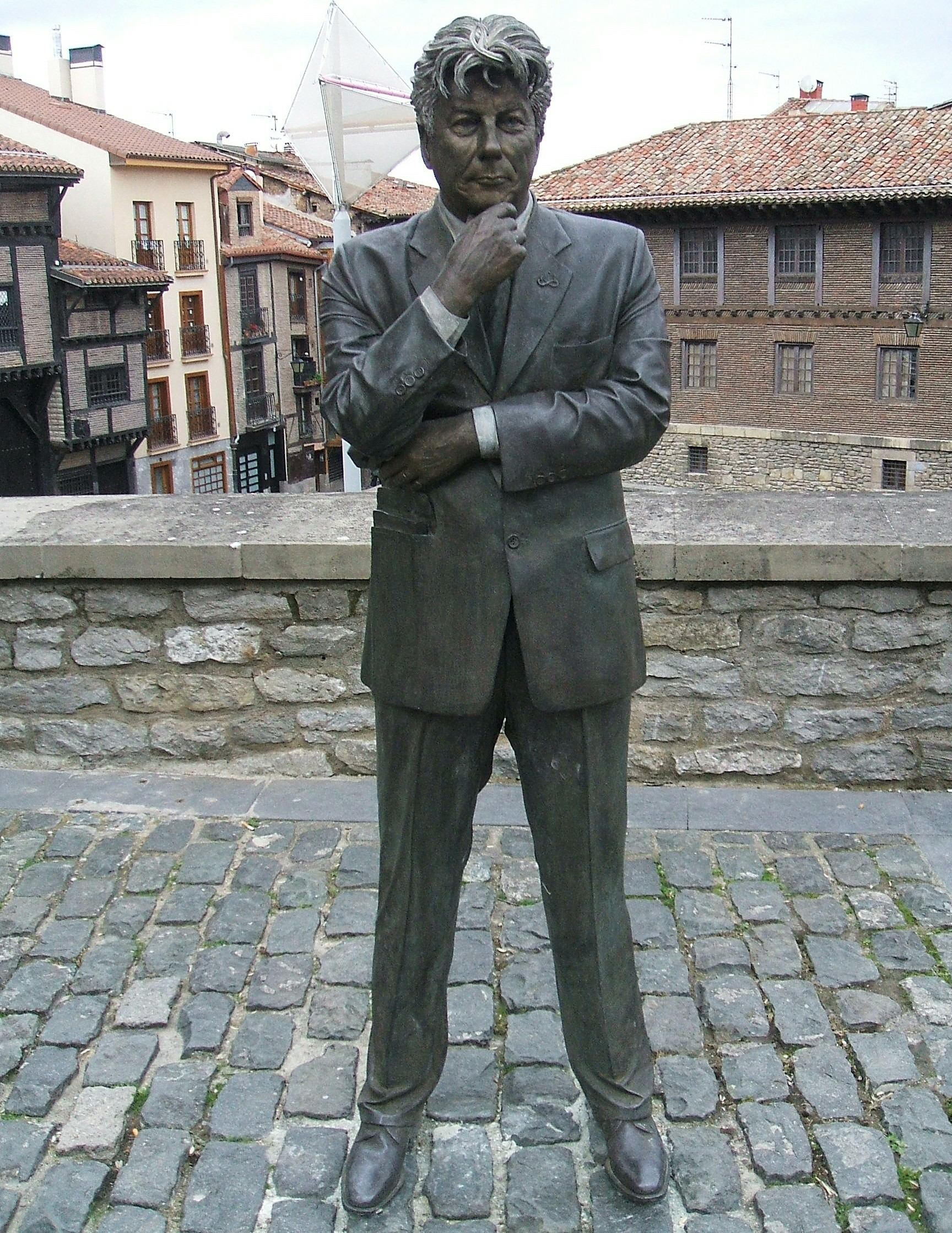
Estátua de Ken Follet em Vitoria-Gasteiz, Espanha

Kenneth Martin Follett (Cardiff, 5 de junho de 1949) é um escritor britânico nascido no País de Gales, autor de thrillers e romances históricos. Follett vendeu mais de 160 milhões de cópias de seus trabalhos. Quatro de seus livros alcançaram número um no ranking de best-sellers do New York Times: Triângulo (1979), A Chave de Rebeca (1980), O Vale dos 5 Leões (1986) e Mundo Sem Fim (2007).

## Biografia
É formado em Filosofia pela University College, de Londres, começou sua carreira como jornalista, primeiro no South Wales Echo e, depois, no Evening Standard de Londres. Logo em seguida passou a escrever pequenos contos nos finais de semana, e, encorajado por amigos e colegas de profissão que admiravam seus escritos, passou a escrever romances. 
Achando o trabalho de jornalista não desafiador, ele acabou trocando o jornalismo para a publicação e se tornou, no final dos anos 1970, vice-diretor administrativo da pequena editora londrina: Everest Books. Ele começou a escrever ficção durante as noites e fins de semana como um hobby. Mais tarde, ele disse que começou a escrever livros quando precisou de dinheiro para consertar seu carro, e o adiantamento dos editores pela publicação de um thriller era a quantia necessária para os reparos.
Seu primeiro best seller foi O Buraco da Agulha (Eye of the Needle), vencedor do Edgar Award como melhor romance de 1978. Encorajado pela excelente recepção, escreveu nos anos seguintes uma sequência de sucessos como O Triângulo, A chave de Rebeca, Na Toca do Leão, O Homem de São Petesburgo, Uma Fortuna Perigosa, O Voo da Águia e O Terceiro Gêmeo, rapidamente criando um público fiel e entusiasmado. O tema primordial de seus livros é a ação de espionagem e de guerra, com ritmo rápido e abundância de situações-clímax, que tende a prender até mesmo os leitores mais casuais. Seus livros regularmente dão origem a séries televisivas e filmes, caso de O Buraco da Agulha e A Chave de Rebeca. Em 1989 lança o seu livro de maior sucesso, Os Pilares da Terra (The Pillars of the Earth) que foge a regra dos seus temas usuais, por se tratar de um romance histórico passado na Idade Média europeia; ironicamente o livro não foi um grande sucesso na altura do seu lançamento, apenas ganhando popularidade ao longo da década de 1990, quando entrava regularmente nos mais diversos círculos e clubes de leitura graças à propaganda boca-a-boca. A obra ganhou uma sequencia em 2007: Mundo Sem Fim (World Without End). O espólio de Ken Follett está armazenado numa coleção exposta na Saginaw Valley University, nos Estados Unidos e inclui notas, esboços, manuscritos e correspondência. Follett é um grande apreciador de Shakespeare e um músico amador, é casado com Barbara Follett e tem dois filhos, vive atualmente na Inglaterra.

## Obras

### SérieApples Carstairs
Série publicada sob o pseudônimo Symon Myles.
| Ano  | Título original |
| ---- | --------------- |
| 1974 | The Big Needle  |
| 1974 | The Big Black   |
| 1975 | The Big Hit     |

### SériePiers Roper
| Ano  | Título original |
| ---- | --------------- |
| 1975 | The Shakeout    |
| 1976 | The Bear Raid   |

### SérieOs Pilares da Terra
| Ano  | Título original             | Título no Brasil        | Título em Portugal                       |
| ---- | --------------------------- | ----------------------- | ---------------------------------------- |
| 1989 | The Pillars of the Earth    | Os Pilares da Terra     | Os Pilares da Terra                      |
| 2007 | World Without End           | Mundo Sem Fim           | Um Mundo Sem Fim                         |
| 2017 | A Column of Fire            | Coluna de Fogo          | Uma Coluna de Fogo                       |
| 2020 | The Evening and the Morning | O Crepúsculo e a Aurora | Kingsbridge: O Amanhecer de uma Nova Era |
| 2023 | The Armour of light         | A armadura da luz       | .                                        |

### Trilogia O Século
| Ano  | Título original     | Título no Brasil      | Título em Portugal      |
| ---- | ------------------- | --------------------- | ----------------------- |
| 2010 | Fall of Giants      | Queda de Gigantes     | A Queda dos Gigantes    |
| 2012 | Winter of the World | Inverno do Mundo      | O Inverno do Mundo      |
| 2014 | Edge of Eternity    | Eternidade Por um Fio | No Limiar da Eternidade |

### Romances autônomos
| Ano  | Título original             |    | Título no Brasil                                        | Título em Portugal          | Notas                                                                |
| ---- | --------------------------- | -- | ------------------------------------------------------- | --------------------------- | -------------------------------------------------------------------- |
| 1976 | Amok: King of Legend        | 01 |                                                         |                             | Sob o pseudônimo Bernard L. Ross                                     |
| 1976 | Modigliani Scandal          | 02 | O Escândalo Modigliani                                  | O Escândalo Modigliani      | Sob o pseudônimo Zachary Stone*                                      |
| 1976 | The Mystery Hideout         | 03 |                                                         |                             | Sob o pseudônimo Martin Martinsen *                                  |
| 1976 | The Power Twins             | 04 | Os Poderes dos Gêmeos                                   |                             | Sob o pseudônimo Martin Martinsen *                                  |
| 1977 | Paper Money                 | 05 | Alta Finança                                            | O Preço do Dinheiro         | Sob o pseudônimo Zachary Stone*                                      |
| 1978 | Capricorn One               | 06 |                                                         |                             | Sob o pseudônimo Bernard L. Ross (baseado no roteiro de Peter Hyams) |
| 1978 | Eye of the Needle           | 07 | O Buraco da Agulha                                      | O Estilete Assassino        | Prêmio Edgar de melhor romance, 1979                                 |
| 1979 | Triple                      | 08 | Tripla Espionagem                                       | Triplo                      |                                                                      |
| 1980 | The Key to Rebecca          | 09 | A Chave de Rebeca                                       | A Chave para Rebecca        |                                                                      |
| 1982 | The Man from St. Petersburg | 10 | O Homem de São Petersburgo                              | O Homem de São Petersburgo  |                                                                      |
| 1986 | Lie Down with Lions         | 11 | Na Toca do Leão                                         | O Vale dos Cinco Leões      |                                                                      |
| 1991 | Night Over Water            | 12 | Noite sobre as Águas                                    | Noite sobre as Águas        |                                                                      |
| 1993 | A Dangerous Fortune         | 13 | Uma Fortuna Perigosa                                    | Uma Fortuna Perigosa        |                                                                      |
| 1995 | A Place Called Freedom      | 14 | Um Lugar Chamado Liberdade                              | Uma Terra Chamada Liberdade |                                                                      |
| 1996 | The Third Twin              | 15 | O Terceiro Gêmeo                                        | O Terceiro Gémeo            |                                                                      |
| 1998 | The Hammer of Eden          | 16 | O Martelo do Éden                                       | Os Filhos do Éden           |                                                                      |
| 2000 | Code to Zero                | 17 | Código Explosivo (Rocco) Contagem Regressiva (Arqueiro) | Contagem Decrescente        |                                                                      |
| 2001 | Jackdaws                    | 18 | As Espiãs do Dia D                                      | Nome de Código: Leoparda    |                                                                      |
| 2002 | Hornet Flight               | 19 | O Voo da Vespa                                          | Voo Final                   |                                                                      |
| 2004 | Whiteout                    | 20 | Tempo Fechado                                           | A Ameaça                    |                                                                      |
| 2021 | Never                       | 21 | Nunca                                                   | Nunca                       |                                                                      |

* Nas edições lusófonas, estas obras foram publicadas com o nome do autor e não o seu pseudônimo.

### Não ficção
| Ano  | Título original                                          | Título no Brasil                       | Título em Portugal            | Notas                                                                            |
| ---- | -------------------------------------------------------- | -------------------------------------- | ----------------------------- | -------------------------------------------------------------------------------- |
| 1978 | The Heist of the Century                                 | O Roubo Perfeito                       | Os Cavalheiros do 16 de Julho | Juntamente com René Louis Maurice, e outros                                      |
| 1983 | On Wings of Eagles                                       | O Voo da Águia                         | O Voo das Águias              |                                                                                  |
| 2019 | Notre-Dame: A Short History of the Meaning of Cathedrals | Notre-Dame: A História de uma Catedral |                               | O autor ofereceu os direitos de autor a catedral de Dol-de-Bretagne, na Bretanha |